# Западен Дънбартъншър
Западен Дънбартъншър (на английски: West Dunbartonshire, на шотландски: Siorrachd Dhùn Bhreatainn an Iar) е една от 32-те области в Шотландия. Граничи с областите Аргил анд Бют, Глазгоу, Източен Дънбартъншър, Ренфрушър и Стърлинг.

## Населени места
- Балох (Balloch), Бонхил (Bonhill)
- Дъмбартън (Dumbarton)
- Клайдбанк (Clydebank)